# Мамаша (8-й сезон)
Восьмой и финальный сезон американского ситкома «Мамаша» премьера которого состоялась на канале CBS 5 ноября 2020 года, заключительная серия сезона вышла 13 мая 2021 года. Количество серий в финальном сезоне сериала составляет восемнадцать.

## Сюжет
Сериал рассказывает о жизни Кристи Планкетт (Анна Фэрис), одинокой матери, которая преодолела свою зависимость от алкоголя и наркотиков и пытается начать свою жизнь заново в городе Напа, Калифорния, который является центром американского виноделия. Она работает официанткой в ресторане и посещает встречи анонимных алкоголиков. Её мать Бонни Планкетт (Эллисон Дженни) также как и дочь, справилась с зависимостью от алкоголя и наркотиков и хочет наладить отношения с дочерью. Семнадцатилетняя дочь Вайолет (Сэди Кальвано), родившаяся, когда Кристи было всего 16 лет, ждет ребёнка от своего приятеля Люка. У Кристи также есть второй ребёнок — Роско, от бывшего парня по имени Бакстер. У Бакстера нет работы и он не платит алименты Кристи, а его планы о заработке денег связаны с продажей наркотиков.

## В ролях

### Основной состав
- Эллисон Дженни - Бонни Планкетт
- Мими Кеннеди - Марджори Армстронг
- Бет Холл - Венди Харрис
- Джейми Прессли - Джилл Кендалл
- Уильям Фихтнер - Адам Янаковски
- Кристен Джонстон - Тэмми Диффендорф

### Второстепенный состав
- Лори Джонсон - Беатрис
- Уилл Сассо - Энди
- Рэйн Уилсон - Тревор Уэллс
- Френч Стюарт - Шеф-повар Руди

## Эпизоды
| № общий | № в сезоне | Название                                                                                  | Режиссёр       | Автор сценария | Дата премьеры   | Произв. код | Зрители в США (млн) |
| --- | ---------- | ----------------------------------------------------------------------------------------- | -------------- | --- | --------------- | ----------- | ------------------- |
| 153 | 1          | «Секс-ведро и полиция грамматики» «Sex Bucket and the Grammar Police»                     | Джеймс Уиддоуз | История: Джемма Бэйкер & Энн Флетт-Джиордано & Челси Майерс Телеадаптация: Алисса Ньюбауэр & Илана Верник & Адам Чейз | 5 ноября 2020   | T12.16601   | 4.82                |
| Когда Бонни приглашает дам на вечеринку с ночевкой, детские игры раскрывают проблемы взрослых. |            |                                                                                           |                | |                 |             |                     |
| 154 | 2          | «Влюбленный Котенок и Крошечная Ошибка "Бу-Бу"» «Smitten Kitten and a Tiny Boo-boo Error» | Неизвестно     | История: Телеадаптация:                                                                                               | 12 ноября 2020  | T12.16602   | 5.21                |
| Бонни и Адам сожалеют, что провели первую годовщину своей свадьбы с Марджори и ее новым кавалером Гэри. Тем временем попытка Джилл совершить доброе дело становится моральной дилеммой.                   |            |                                                                                           |                | |                 |             |                     |
| 155 | 3          | «Аромат и Безопасное Пространство для Всех» «Tang and a Safe Space for Everybody»         | Неизвестно     | История: Телеадаптация:                                                                                               | 19 ноября 2020  | T12.16603   | 5.07                |
| Бонни отправляется в путешествие по полосе воспоминаний, когда она воссоединяется со старым увлечением, Родом. Кроме того, Тэмми добровольно переделывает кухню, чтобы она была более доступна для Адама. |            |                                                                                           |                | |                 |             |                     |
| 156 | 4          | «Астронавты и Обрезки Жира» «Astronauts and Fat Trimmings»                                | Неизвестно     | История: Телеадаптация:                                                                                               | 3 декабря 2020  | T12.16604   | 5.32                |
| Бонни и Адам дают советы по отношениям, когда чувствуют напряженность между Джилл и Энди. Тем временем Тэмми протягивает руку помощи, когда шеф-повар Руди открывает фургон с едой.                       |            |                                                                                           |                | |                 |             |                     |
| 157 | 5          | «Sober Wizard and a Woodshop Workshop»                                                    | Неизвестно     | История: Телеадаптация:                                                                                               | 17 декабря 2020 | T12.16605   | 4.59                |
| 158 | 6          | «Woo-woo Lights And An Onside Kick»                                                       | Неизвестно     | Неизвестно | 21 января 2021  | T12.16606   | 5.02                |
| Бонни и дамы потакают Джилл, когда она идет на крайние меры, чтобы вернуть свои отношения с Энди в нужное русло.                                                                                          |            |                                                                                           |                | |                 |             |                     |
| 159 | 7          | «S'mores and a Sadness Cocoon»                                                            | Неизвестно     | Неизвестно | 11 февраля 2021 | T12.16607   | 5.45                |
| 160 | 8          | «Bloody Stumps and a Chemical Smell»                                                      | Неизвестно     | Неизвестно | 18 февраля 2021 | T12.16608   | 5.34                |
| 161 | 9          | «Whip-Its and Emotionally Attuned Babies»                                                 | Неизвестно     | Неизвестно | 25 февраля 2021 | T12.16609   | 5.18                |
| 162 | 10         | «Illegal Eels and the Cantaloupe Man»                                                     | Неизвестно     | Неизвестно | 4 марта 2021    | T12.16610   | 5.28                |
| 163 | 11         | «Strutting Peacock and Father O'leary»                                                    | Неизвестно     | Неизвестно | 11 марта 2021   | T12.16611   | 4.67                |
| 164 | 12         | «Tiny Dancer and an Impromptu Picnic»                                                     | Неизвестно     | Неизвестно | 1 апреля 2021   | T12.16612   | 5.00                |
| 165 | 13         | «Klondike-Five and a Secret Family»                                                       | Неизвестно     | Неизвестно | 8 апреля 2021   | T12.16613   | 4.93                |
| 166 | 14         | «Endorphins and a Toasty Tushy»                                                           | Неизвестно     | Неизвестно | 15 апреля 2021  | T12.16614   | 5.35                |
| 167 | 15         | «Vinyl Flooring and a Cartoon Bear»                                                       | Неизвестно     | Неизвестно | 22 апреля 2021  | T12.16615   | 5.04                |
| 168 | 16         | «Scooby-Doo Checks and Salisbury Steak»                                                   | Неизвестно     | Неизвестно | 29 апреля 2021  | T12.16616   | 5.30                |
| 169 | 17         | «A Community Hero and a Wide Turn»                                                        | Неизвестно     | Неизвестно | 6 мая 2021      | T12.16617   | 5.29                |
| 170 | 18         | «My Kinda People and the Big To-Do»                                                       | Неизвестно     | Неизвестно | 13 мая 2021     | T12.16618   | 6.17                |

## Производство

### Разработка
5 февраля 2019 года телеканал CBS продлил телесериал на седьмой и восьмой сезон.